# 安東尼奧·科路·科利斯
安東尼奧·科路·科利斯（義大利語：Antonio Floro Flores，1983年6月18日—），意大利足球運動員，擔任前鋒，現時效力意甲球會烏甸尼斯。
科路·科利斯的足球事業始於家鄉球會拿坡里足球會，2001年1月28日他首次代表拿坡里在甲組聯賽上陣，對手是羅馬。6個月後，他被外借至森多利亞。2004年因拿坡里財困，他轉投意乙球隊佩魯賈，期間他進了8球。後來佩魯賈亦出現財政問題，科路·科利斯在2005年夏天轉會至阿雷佐。
2007年夏天，烏甸尼斯簽下科路·科利斯的一半擁有權。

## 外部連結
- RAI Sport 科路·科利斯檔案[永久]